# 聖神社 (秩父市)
聖神社（ひじりじんじゃ）は、埼玉県秩父市黒谷に鎮座する神社。西暦708年（慶雲5年）の日本国内初の自然銅発見（和銅遺跡参照）を機に建立された神社である。旧村社。
秩父盆地の中央部やや北寄りに聳える簑山から南西にかけて延びた支脈である和銅山山麓に鎮座し、簑山を水源とする川が流下する社前は和銅沢（旧称銅洗沢）と称されている。

## 祭神
金山彦命、国常立尊、大日孁貴尊（天照大神）、神日本磐余彦命（神武天皇）の4柱に元明金命（げんめいかがねのみこと。当初は「はじめあかがねのみこと」と読まれた可能性もある。元明天皇）を合祀する。
なお、境内石碑には『…当社はこの歴史的由緒ある「自然銅を主神」として祀り、更に金山彦命、元明金命を合祀し…』たとある。
和同開珎ゆかりの神社ということから「銭神様」とも呼ばれ、金運隆昌の利益にあやかろうという参拝者も多い。

## 由緒
第43代元明天皇の時代に、武蔵国秩父郡から日本で初めて高純度の自然銅（ニギアカガネ、和銅）が産出し、慶雲5年（708年）正月11日に郡司を通じて朝廷に献上された。これを喜んだ朝廷は同日に「和銅」と改元し、多治比真人三宅麻呂を鋳銭司に任命して、和同開珎を鋳造させた。この和銅の発見地が当神社周辺であると伝わる。
社伝によれば、当地では自然銅の発見を祈念して和銅沢上流の祝山（はうりやま）に神籬を建て、この自然銅を神体として金山彦命を祀った。
銅の献上を受けた朝廷は、銅山の検分と銅の採掘・鋳造を監督させるために三宅麻呂らを勅使として当地へ派遣し、共に盛大な祝典を挙げた。和銅元年（708年）2月13日に清浄な地であるとして現社地へ神籬を遷すと、採掘された和銅13塊（以下、自然銅を「和銅」と記す）を内陣に安置し、金山彦命と国常立尊、大日孁貴尊、神日本磐余彦命の4柱を神体とし、三宅麻呂が天皇から下賜され帯同した銅製の百足雌雄1対を納めたのが創祀である。後に元明天皇を元明金命として合祀し「父母惣社」と称したと伝わる。
『聖宮記録控』（北谷戸家文書）によると、内陣に納めた神体石板2体、和銅石13塊、百足1対は紛失を防ぐため、寛文年間から北谷戸家の土蔵にて保管された。1953年（昭和28年）の例大祭に併せて挙行された元明天皇合祀1230年祭と神寶移還奉告祭に際し、これらは神社の宝蔵庫に移還されたが、現存する和銅は2塊のみである。
秩父郡からの和銅の献上を記録する『続日本紀』等では、産出地について「秩父郡」とのみ記され、つまり以降の具体的な地名を記さないため、その地点が当地であったとは限らない。地質学上は秩父盆地一帯にかけてその可能性があったと考察されている。
だが、当神社周辺には中世から近世にかけて使用された和銅の選鉱場や製錬所跡があり（市指定史跡・黒谷銅製錬所阯）、平坦部には埋没した鉱石の破片が散乱、また「銅洗沢」や「銅洗掘（どうでんぼう）」、三宅麻呂等の勅使が滞在したと伝わる「殿地（どんぢ）」等の銅山経営に因む地名も残るため、一帯が銅採掘の重要拠点のひとつであった事は確実視されている。和銅採掘露天掘跡地は、和銅採掘遺跡の名称で埼玉県指定旧跡に指定されている。
これは近世初頭に降ると推定されるが、祝山に連なる金山の中腹には8本の鉱坑も存している。
神社の西方を流れる荒川の対岸、大字寺尾の飯塚、招木（まねき）の一帯には、比較的大規模な円墳の周囲に小規模のものを配する形の群集墳がある。現在124基が確認されているが、開墾により破壊されたものを考慮すると開墾前の状態は200基を越えると推定され、秩父盆地内では最大規模の古墳群を形成している（県指定史跡飯塚・招木古墳群）。
築造年代は古墳時代の最終末期（7世紀末から8世紀初頭）と看做されているが、被葬者と和銅の発見・採掘とを関連づける説があり、更にその主体を渡来系氏族であったと捉える説も唱えられている。荒川と横瀬川の合流地点南方の段丘上（神社の西南）からは和同開珎を含む古銭と共に、蕨手刀も出土している（後述）。
当社から1キロメートルほど離れた位置に、秩父地方有数の横穴式石室をもつ古墳である埼玉県指定史跡の円墳大塚古墳があり、722年（養老6年）に当社内陣へ納められた御神体栗板彫刻の裏面によると、当時この古墳地周辺は黒谷郷大浜村であった可能性がある。古墳上の祠には金山彦命が祀られている。
また、円墳大塚古墳からほど近いむくげ公園（リトリートフィールドMahora稲穂山）内には、さらに古い古墳と推定される稲穂山古墳もあり、こちらも埋葬者と和銅との関連性が考えられる。
鎮座地和銅山の主峰である簑山には、初代の知々夫国造に因む故事がある命は美濃国の南宮大社境内に居住していたとの伝があり、南宮大社が古来鉱山・冶金の神として信仰を集めている事や「美濃（みの）」と「簑（みの）」との照応が注目される。
708年（和銅元年）の創建より、数回の新築・改築が行われたと記録されている。
1623年（元和9年）に、甲斐国より神道流人である弾正と勘解由の2人が当地へ参ったおり、聖明神社の社番に頼み置く。
1804年（文化元年）に、寺社奉行の直支配社として御免許を受ける。
1936年（昭和11年）に、社務所が完成し神饌幣帛料供進神社に指定される。
1953年（昭和28年）に、三笠宮崇仁親王が参拝し社前に松を手植え、翌1954年（昭和29年）に雍仁親王妃勢津子が参拝。
2008年（平成20年）1月11日には、和銅奉献1300年を祝う「和銅祭」が斎行された（1300年前の1月11日が「和銅」改元の日であることから）。
黒谷の上郷には当神社と祭神を同じくして和銅年間に創建されたと伝える上社が鎮座し、姉社とも呼ばれる中社も現存する。
秩父郡三澤村（現 秩父郡皆野町三沢）には1907年（明治40年）まで無格社・聖神社が鎮座をしていた。

## 祭祀
| 1月  | 1日  | 元旦祭              |                     |
| 2月  | 3日  | 節分祭              |                     |
| 2月  | 23日 | 祈年祭              |                     |
| 4月  | 13日 | 聖神社 例大祭       | 聖神社 例大祭       |
| 7月  | 13日 | 禦ぎ祭              | 禦ぎ祭              |
| 11月 | 3日  | 和銅出雲神社 例大祭 | 和銅出雲神社 例大祭 |
| 12月 | 13日 | 新穀感謝祭          | 新穀感謝祭          |
| 12月 | 31日 | 大祓の式            |                     |

4月13日に春季大祭（例祭）が斎行される。祭日は旧くは2月13日であったが、13日とされたのは当神社を祀る旧家が13戸ありそれに由来するものといわれる。
大祭後に「黒谷の雨乞ササラ」と呼ばれる獅子舞が奉納され、この獅子舞は文化14年（1817年）の年紀を持つ『雨請興業願下書』（北谷戸家文書）から雨乞いを目的に奉納されていた事が知れるが、元禄の末年（17・18世紀の交）から奉納されるようになったという。
その由来は、左甚五郎が当地を訪れた際に龍頭を刻んで神社へ奉納し元禄にこの龍頭を模して獅子頭を刻んだ。そして、大畑伊左ヱ門なる者が三河国岡崎から獅子舞の師匠を招いて15種の舞を伝授させた事に始まるといい、別名を「岡崎下妻流」と称するという。
春季大祭の他に、境内社 和銅出雲神社の11月3日の例祭にも奉納される。1957年（昭和32年）2月8日に秩父市無形民俗文化財に指定された。
なお、和銅沢の水源地に明夜（あきや）明神という祠が祀られており、1955年（昭和30年）までは12月14日に行われるその祭礼の夜に当神社から祠まで108本の灯火を灯していたという。

## 社殿
本殿は一間社流造銅板葺。1709年（宝永6年）から1710年（宝永7年）にかけ、大宮郷（現秩父市）の工匠である大曽根与兵衛により市内中町の今宮神社の本殿として建立された。
1964年（昭和39年）に当神社社殿として移築された。
彫刻に安土桃山時代の遺風が僅かに残り、秩父市内における江戸時代中期の建造物として優れている事から、1965年（昭和40年）1月25日に秩父市有形文化財（建造物）となる。
拝殿は方3間の入母屋造平入銅板葺。

## 境内社
- 本殿左脇に大国主命を祀る和銅出雲神社が鎮座する。11月3日に例祭が斎行され、黒谷の獅子舞が奉納される。

1964年（昭和39年）に旧本殿（1807年（文化4年）の竣工）を移築したもので、一間社流造銅板葺、向拝中央に唐破風、脇障子に彫刻を飾る。
- 本殿右脇には、八坂神社が鎮座する。

- 本殿裏山には、山神社が鎮座する。

## 文化財

### 埼玉県指定有形文化財
- 蕨手刀1口（附足金物2点） - 1908年（明治41年）10月に大野原古墳群（埼玉県選定重要遺跡）に属する現原谷小学校校庭に存在した円墳から出土した全長44.8センチ・刀身32.6センチの蕨手刀。

飛鳥時代（7世紀から8世紀初頭）の制作と見られ、全体が銹化しているが関東地方出土の蕨手刀の稀有な遺品として、1987年（昭和62年）3月24日に県指定有形文化財（考古資料）となる。

### 秩父市指定有形文化財
- 聖神社社殿1棟（元 今宮神社社殿）…有形文化財（建物）
- 黒谷の獅子舞…無形民俗文化財

### その他
- 和銅（ニギアカガネ） - 創建当時に採掘された和銅と伝えられる。
- 百足1対 - 元明天皇から下賜されたとされる雌雄1対の和銅製百足像[16]。

百足は当神社の眷属とされ、百足が地下鉱脈を表すとの説や、毘沙門天の神使とされる事に由来する説もある事から和銅鉱山道との関連性が指摘されている。
『抱朴子』の「登渉篇」でも採鉱者に百足を入れた竹管を携えて入山するよう奨める等、百足には鉱山業における信仰の形跡が認められる。
- 和同開珎（和銅銭）
- 龍頭の面 - 左甚五郎が聖大明神（聖神社）に奉納したと伝えられる。質量分析により年代の特定が行われた。

## 交通
- 秩父鉄道秩父本線 和銅黒谷駅から徒歩約5分、国道140号わき。
- 秩父鉄道　西武秩父駅等から西武観光バス原谷線に乗車し和銅黒谷駅前下車、徒歩約5分。